# Lars Unnerstall
Lars Unnerstall (* 20. Juli 1990 in Ibbenbüren) ist ein deutscher Fußballtorwart. Er steht beim FC Twente Enschede unter Vertrag.

## Leben

### Jugend
Lars Unnerstall begann im Alter von drei Jahren beim SV Uffeln mit dem Fußballspielen und wechselte über die Zwischenstation Grün-Weiß Steinbeck 2005 in die Jugendabteilung von Preußen Münster. Sein Torwartdebüt gab Unnerstall erst spät in der C-Jugend, da eine „Nummer Eins“ fehlte und der Größte ins Tor musste. Nach drei Jahren in Münster schloss er sich dem FC Schalke 04 an, bei dem er eine Saison lang für die U19-Mannschaft spielte und ab 2009 in der zweiten Mannschaft eingesetzt wurde.

### Aufstieg zu den Profis
Zur Saison 2011/12 benannte Trainer Ralf Rangnick Lars Unnerstall zur neuen Nummer 2 hinter dem Stammtorhüter Ralf Fährmann. Daraufhin gab Unnerstall am 31. Juli 2011 in der ersten Runde des DFB-Pokals gegen den FC Teningen sein Debüt in der Profimannschaft. Anfang Oktober 2011 wurde Unnerstalls bis Juni 2012 laufender Vertrag vorzeitig um ein Jahr verlängert. Am 15. Oktober 2011 (9. Spieltag) kam er bei der 1:2-Heimniederlage gegen den 1. FC Kaiserslautern als Einwechselspieler zu seinem Profidebüt, nachdem Fährmann in der 28. Spielminute vom Platz gestellt worden war. Es stellte sich heraus, dass Fährmann im selben Spiel einen Kreuzbandriss erlitten hatte und für den Rest der Saison ausfiel.
Seine erste Bundesligapartie über die volle Spielzeit absolvierte Unnerstall am darauffolgenden Spieltag beim 1:0-Auswärtssieg über Bayer 04 Leverkusen. Trotz der Verpflichtung des erfahrenen Timo Hildebrand als Reaktion auf Fährmanns Verletzung setzte sich Unnerstall als Nummer 1 durch. Am 3. August 2012 wurde Unnerstalls Vertrag erneut vorzeitig um drei weitere Jahre bis zum 30. Juni 2015 verlängert. Allerdings verlor er seinen Stammplatz für kurze Zeit als Folge einer Verletzungspause, sodass Hildebrand seinen Platz zwischen den Pfosten einnahm. Kurz nach dem 1. Spieltag verletzte sich Hildebrand, sodass wiederum Unnerstall ins Tor zurückkehrte. Obwohl Hildebrand wieder genesen war, stand Unnerstall am 21. Oktober 2012 beim prestigeträchtigen Revierderby gegen den BVB 09 in Dortmund im Tor und konnte dieses gewinnen. Von allen eingesetzten Torhütern (Fährmann, Unnerstall, Hildebrand und Mathias Schober) absolvierte Unnerstall die meisten Spiele.

### Leihe in die Schweiz und Wechsel zu Fortuna Düsseldorf
Im Laufe der Hinrunde der Saison 2012/13 unterliefen ihm jedoch mehrere Unsicherheiten, was zu Kritik und teilweise Pfiffen während Schalker Heimspielen führte. Zudem wurden ihm technische und taktische Mängel vorgeworfen. Schließlich wurde er nach 13 Spielen von Trainer Huub Stevens aus dem Tor genommen und erneut durch Hildebrand ersetzt. Durch eine Knie-Operation in der zweiten Hälfte der Saison fiel er lange aus und rutschte daraufhin auf die Position des dritten Torhüters hinter Hildebrand und Fährmann ab.
Am 24. Januar 2014 wechselte Unnerstall bis zum Saisonende auf Leihbasis in die Schweizer Super League zum FC Aarau. Er stieg in kurzer Zeit zum Aarauer Publikumsliebling auf und überzeugte mit guten Leistungen. Er kam am Ende auf 16 Einsätze in der höchsten Schweizer Spielklasse und schaffte als Tabellenneunter mit den Aargauern den Klassenerhalt.
Weil zwischenzeitlich Ralf Fährmann als neuer und alter Stammtorhüter gesetzt war und der Wechsel von Fabian Giefer vom deutschen Zweitligisten Fortuna Düsseldorf zum FC Schalke 04 fest stand, ging Unnerstall im Gegenzug zur Fortuna aus Düsseldorf. Über die Ablösemodalitäten vereinbarten beide Vereine Stillschweigen. Am 25. Oktober 2014 debütierte er bei der Profimannschaft der Fortuna, im 1:1-Auswärtsspiel gegen den 1. FC Kaiserslautern. In seiner ersten Saison kam er lediglich auf zehn Einsätze und belegte mit der Fortuna den zehnten Tabellenplatz. Die Spielzeiten danach kämpfte der Düsseldorfer Verein gegen den Abstieg und belegte den 14. und den elften Tabellenplatz. Unnerstall kam hierbei zu keinem Einsatz.

### Wechsel in die Eredivisie
Im Sommer 2017 wechselte Unnerstall zum niederländischen Erstliga-Aufsteiger VVV-Venlo und unterschrieb einen Einjahresvertrag. In seiner ersten Saison kam er in 32 Partien zum Einsatz und beendete mit der Mannschaft die Saison auf dem 15. Tabellenplatz.
Zur Saison 2018/19 unterschrieb er einen Dreijahresvertrag bei der PSV Eindhoven, wobei er ein weiteres Jahr leihweise weiterhin für VVV-Venlo spielte. In seinem letzten Saisonspiel für VVV Venlo verletzte Unnerstall sich am Knie, so dass er nach nur 20 Minuten ausgewechselt werden musste. VVV Venlo beendete die Saison auf dem 12. Platz, einem der besten Ergebnisse der Vereinsgeschichte. Unnerstall trug maßgeblich dazu bei.  In den beiden Spielzeiten für VVV Venlo avancierte Unnerstall zum absoluten Publikumsliebling.
Zur Saison 2019/2020 schloss sich Unnerstall dann endgültig der PSV aus Eindhoven an, verpasste aber auf Grund seiner Knieverletzung einen Großteil der Vorbereitung. Er kam deshalb zunächst nur in der 2. Mannschaft zum Einsatz. Sein Pflichtspieldebüt für PSV Eindhoven gab er am 10. November 2019 bei der 2:1-Niederlage gegen Willem II in Tilburg. PSV-Trainer Mark van Bommel zog ihn überraschend dem niederländischen Nationaltorhüter Jeroen Zoet vor. Unnerstall blieb für den Rest der Saison 2019/2020 trotz Trainerwechsel im Tor und absolvierte insgesamt 14 Pflichtspiele. Die Saison wurde vorzeitig auf Grund der Corona-Pandemie abgebrochen.

### Junioren-Nationalmannschaft
Unnerstall bestritt am 7. Oktober 2010 sein erstes Juniorenländerspiel für die U20-Nationalmannschaft, als er in Heidenheim an der Brenz beim 2:0-Sieg über die Schweizer U20-Nationalmannschaft zur zweiten Halbzeit für Niclas Heimann eingewechselt wurde. Sein zweites besritt er drei Tage später in Włocławek beim 1:0-Sieg im Freundschaftsspiel gegen die U20-Nationalmannschaft Polens. Am 31. August 2011 wurde er für die U21-Nationalmannschaft nominiert, für die er jedoch nicht eingesetzt wurde.

## Sonstiges
Mit einer Körpergröße von 198 cm und einem Körpergewicht von etwa 100 kg übertraf er im Jahr 2014 alle anderen Torhüter der ersten und zweiten Bundesliga.

## Titel und Erfolge
- DFB-Pokalsieger 2011 (mit dem FC Schalke 04)
- DFL-Supercup-Sieger 2011 (mit dem FC Schalke 04)